# Antu (Yanbian)
Antu (chinesisch 安图县, Pinyin Āntú Xiàn; koreanisch 안도 Ando) ist ein chinesischer Kreis des Autonomen Bezirks Yanbian der Koreaner im Osten der Provinz Jilin. Seine Fläche beträgt 7.436 Quadratkilometer, die Einwohnerzahl 225.987 (Stand: Zensus 2010). Hauptort ist die Großgemeinde Mingyue (明月镇).

## Administrative Gliederung
Auf Gemeindeebene setzt sich der Kreis aus sieben Großgemeinden und zwei Gemeinden zusammen. 